# Jean de Foix (archevêque)
Pour les articles homonymes, voir Jean de Foix.
Jean de Foix (né vers 1483, mort à Cadillac le 25 juin 1529) est un ecclésiastique qui fut archevêque de Bordeaux de 1501 à sa mort en 1529.

## Biographie
Jean de Foix, né vers 1483, appartient à une illustre lignée : il est le fils de Gaston II de Foix, comte de Candale, et de Catherine de Foix, fille de Gaston IV, comte de Foix et de la reine Éléonore de Navarre. Il est le frère de Gaston III de Foix-Candale, sa sœur Anne de Foix épouse en 1502 Vladislas IV de Bohême également roi de Hongrie.
À la mort d'André d'Espinay, Jean de Foix est nommé en décembre 1500 archevêque de Bordeaux à l'âge de 18 ans sur recommandation du roi Louis XII de France et confirmation du pape Alexandre VI. Dès sa prise de fonction, il pressure les clercs, les moines et les abbés de son archidiocèse. L'abbé de Sainte-Croix de Bordeaux doit faire appel auprès du vicaire général de l'archevêché de ses mandements. Le 20 mars 1503 sa sœur la reine de Hongrie le fait nommer administrateur apostolique de la principauté de Transylvanie, fonction honoraire qu'il occupe jusqu'au 13 août 1515. Il meurt encore jeune en 1529 et il est inhumé dans le couvent des carmes de Langon, cité dont il était le seigneur.